# 磯村匠
磯村 匠（いそむら たくみ、1991年5月23日 - ）は、東京都文京区出身のボートレーサー。登録第4641号。血液型B型。107期。東京支部所属。同期に佐藤裕紀、髙田明らがいる。

## 来歴
- 東洋高等学校中退。
- やまと競艇学校時代、リーグ戦勝率5.80（準優出4　優出2  優勝1）の成績を残した。
- 2010年11月17日からボートレース平和島で開催された 一般戦「第10回日刊ゲンダイ杯」初日第2Rでデビュー[1]。（3着）
- 2011年11月8日からボートレース蒲郡で開催された 一般戦「第6回家康賞」5日目第1Rで初勝利 [2]。（96走目）
- 2017年6月6日からボートレースびわこで開催された 一般戦「大阪スポーツ杯争奪 第22回におの湖賞」6日目（最終日）第12Rで初優出 [3]。（4着）

## 人物・エピソード
- 好きな言葉：「一の裏は六」

## 戦績
- 出走回数：1513回
- 1着回数：154回
- 優出回数：4回
- フライング(F)回数：13回
- 出遅れ(L)回数：0回
- 通算勝率：4.16
- 2連対率：21.88
- 3連対率：35.89
- 生涯獲得賞金：84,549,536円